# Perfluorhexyliodid
Perfluorhexyliodid (PFHxI) ist eine chemische Verbindung aus der Gruppe der per- und polyfluorierten Alkylverbindungen (PFAS).

## Verwendung
Laut Angaben der chemischen Industrie handelt es sich bei PFHxI um eine von 256 PFAS mit kommerzieller Relevanz aus der OECD-Liste von 4730 PFAS.